# كأس العالم للهوكي 1982
كأس العالم للهوكي 1982 (بالإنجليزية: 1982 Men's Hockey World Cup)‏ هو الموسم 5 من  كأس العالم للهوكي. أقيم خلال الفترة 29 ديسمبر 1981 وحتى 12 يناير 1982، وأشرف على تنظيمه الاتحاد الدولي للهوكي، وفاز فيه منتخب باكستان الوطني لهوكي الحقل للرجال.